# Шуледур
Шуледур (мар. Шӱльыдӱр) — деревня в Советском районе Республики Марий Эл. Входит в состав Ронгинского сельского поселения.

## География
Находится в центральной части республики Марий Эл на расстоянии приблизительно 9 км по прямой на юг от районного центра посёлка Советский.

## История
Известна с 1793 года как деревня с 10 дворами. В 1915 году здесь числилось 40 дворов с населением 256 человек, в 1924 году 68 дворов, проживали 320 человек, из них 288 мари и 32 русских. В советское время работали промартель «Победа», колхозы «Йошкар кече» и «Вперёд».

## Население
Население составляло 92 человека (мари 92 %) в 2002 году, 80 в 2010.